# Somankidy
Somankidy is een stad (commune urbaine) en gemeente (commune) in de regio Kayes in Mali. De gemeente telt 6900 inwoners (2009).